# L'Armée secrète
L'Armée secrète (Henderson's Boys: Secret Army) est le troisième tome de la série pour jeunesse écrite par Robert Muchamore, Henderson's Boys. Il est sorti le 5 janvier 2011 en France, en Belgique et en Suisse.

## Résumé et intrigue
L'histoire se déroule de janvier 1941 à février 1941, après la réussite de la section de Charles Henderson lors de sa dernière mission. De retour en Angleterre avec six orphelins prêts à se battre au service de Sa Majesté, ceux-ci sont livrés à un instructeur intraitable, qui doit les préparer à leur prochaine mission d'infiltration en territoire ennemi. Ces jeunes agents ignorent encore que leur chef, confronté au mépris de sa hiérarchie, se bat pour convaincre l'état-major britannique de ne pas dissoudre son unité.